# Comuna Vârvoru de Jos, Dolj
Vârvoru de Jos este o comună în județul Dolj, Oltenia, România, formată din satele Bujor, Ciutura, Criva, Dobromira, Drăgoaia, Gabru, Vârvoru de Jos (reședința) și Vârvor.

## Demografie
Componența etnică a comunei Vârvoru de Jos
     Români (88,83%)
     Alte etnii (0,11%)
     Necunoscută (11,06%)
Componența confesională a comunei Vârvoru de Jos
     Ortodocși (88,49%)
     Alte religii (0,3%)
     Necunoscută (11,21%)
Conform recensământului efectuat în 2021, populația comunei Vârvoru de Jos se ridică la 2.641 de locuitori, în scădere față de recensământul anterior din 2011, când fuseseră înregistrați 2.955 de locuitori. Majoritatea locuitorilor sunt români (88,83%), iar pentru 11,06% nu se cunoaște apartenența etnică. Din punct de vedere confesional, majoritatea locuitorilor sunt ortodocși (88,49%), iar pentru 11,21% nu se cunoaște apartenența confesională.

## Politică și administrație
Comuna Vârvoru de Jos este administrată de un primar și un consiliu local compus din 11 consilieri. Primarul, Sorin-Cristian Popescu[*], de la Partidul Național Liberal, este în funcție din 1 noiembrie 2024. Începând cu alegerile locale din 2024, consiliul local are următoarea componență pe partide politice:
|  | Partid                          | Consilieri | Componența Consiliului | Componența Consiliului | Componența Consiliului | Componența Consiliului | Componența Consiliului | Componența Consiliului |
|  | ------------------------------- | ---------- | ---------------------- | ---------------------- | ---------------------- | ---------------------- | ---------------------- | ---------------------- |
|  | Partidul Național Liberal       | 6          |                        |                        |                        |                        |                        |                        |
|  | Partidul Social Democrat        | 4          |                        |                        |                        |                        |                        |                        |
|  | Alianța pentru Unirea Românilor | 1          |                        |                        |                        |                        |                        |                        |